# 楊典
楊典（1972年—），中國作家、古琴演奏家、畫家。

## 生平
1972年出生於重慶，父親為音樂家，母親為小說家。後來多次搬家，最終定居北京。從小學習音樂、繪畫和寫作。其創作領域包含隨筆、小說、新詩、劇本、書評及琴學等。曾獲得2011年的第三屆「後天詩歌獎」，及首屆「中國．銀川鴻派國際詩歌獎經典詩集獎」。其小說取材自中國筆記小說。
古琴師從虞山吳派琴家吳文光。2002年在上海音樂學院的街邊開了一家古琴館，為最早開設琴館的人，因而與廣陵派琴家林友仁及浙派姚門琴家姚公白結識並受其指導。

## 作品

### 隨筆雜文集
- 《狂禪：「無門關」鏡詮》（當代世界出版社，2004）

- 《孤絕花》 （中國工人出版社，2007）

- 《肉體的文學史》（台灣：秀威出版社，2011）

- 《打坐：我的少年心史、人物志與新浮生六記》（國際文化出版公司，2012）

- 《隨身卷子：百衲本筆記野史、詩、念頭與妖燈鬼火錄》（江蘇文藝出版社，2013）

- 《巨鯨：私人文學史》（2020）

- 《十七歲的獠牙：我的少年心史、人物誌與新浮生六記》（木果文創，2021）

### 短篇小說集
- 《鬼斧集：異端小說、頹廢故事與古史傳奇》（新世界出版社，2010）

- 《懶慢抄：新筆記體小說、志怪、玄學與奧義書》（2016）

- 《鵝籠記》（2019）[5][6]

- 《惡魔師》（2020）[7][8][9]

### 詩集
- 《花與反骨》（1987~2012）

- 《枯山水》（詩文選集，2010）

- 《禁詩Ⅰ》（2010）

- 《禁詩Ⅱ》（2012）

- 《女史：煉字幽警錄》（2014）

- 《零雨其濛》（2015）

- 《麻醉抄：少年詩、舊火及其他》（2017）

- 《閒樓一諾》（2020）

### 古琴音樂理論、隨筆與戲劇集
- 《琴殉》 （西泠印社出版社，2010）（另有台灣繁體字版《隱几長嘯錄》）

- 《琴殉續編——彈琴、吟詩與種菜》（西泠印社出版社，2014）

- 《琴殉：隱几長嘯錄》（上）＋《琴殉：彈琴、吟詩與種菜》（下）（精裝套書，臺灣：木果文創，2020）

### 畫冊
- 《太樸之骸》（楊典繪畫作品集，2012）

另編輯有《黑鏡頭：面孔的故事》與《唐卡中的六道輪回與地獄精神》等美術圖片類圖書。

### 古琴演奏專輯
- 《移燈就坐》（雙CD，中央音樂學院環球音像出版社，2010）

- 《琴殉：移燈就坐》、《琴殉：隱几長嘯》（雙CD，臺灣：木果文創，2020）

## 外部連結
- 楊典官方微博 （页面存档备份，存于）
- YouTube上的楊典演奏古琴曲〈普庵咒〉
- YouTube上的楊典演奏古琴曲〈欸乃〉
- YouTube上的楊典演奏古琴曲〈孤館遇神〉